# طیف حلقه
در جبر جابه‌جایی، طیفِ اول (به انگلیسی: Prime Spectrum) (یا طیف ایده‌آل‌های اول یا صرفاً طیف) از حلقه‌ای چون {\displaystyle R}، مجموعه تمام ایده‌آل‌های اول {\displaystyle R} است که اغلب با {\displaystyle \operatorname {Spec} {R}} نشان داده می‌شود. طیفِ حلقه در هندسه جبری هم‌زمان یک فضای توپولوژی مجهز به بافه‌ای از حلقه‌هاست (شیفِ حلقه‌ها).

## ارجاعات
1. ↑  Sharp 2001, p. 44, Def. 3.26.
2. ↑  Hartshorne 1977, p. 70, Definition.